# 2021년 피츠버그 파이리츠 시즌
2021년 피츠버그 파이리츠 시즌은 메이저리그의 프로 야구단 피츠버그 파이리츠의 2021년 시즌을 일컫는다. 데릭 쉘튼 감독이 정식으로 부임하여 맞이한 2번째 시즌이다. 팀은 내셔널리그 중부지구 5팀 중 최하위에 그쳐 포스트시즌 진출에 실패했다.

## 선수단
- 선발투수 : 타일러앤더슨, 피터스, 브루베이커, 윌슨, 콘트레라스, 쿨, 브롤트, 크로, 데용, 오버턴, 크라닉, 야후레, 케이힐, M.켈러
- 구원투수 : 베드나, 쉬리브, 반다, 언더우드, 펠리즈, 태너앤더슨, 스피츠바스, 크릭, 홈스, 데로스산토스, 밀러, 하트리브, 미어스, A.데이비스, 포펜, 하워드, K.켈러, 오비에도, 폰세
- 마무리투수 : 로드리게스, 스트라튼
- 포수 : 스탈링스, T.데이비스, 페레즈
- 1루수 : 쓰쓰고, 노고스키, 크레익
- 2루수 : A.프레이저, 차비스, 바르가스, 카스트로, 곤잘레스
- 유격수 : 뉴먼, 크루즈, 디포, 박효준, 터커
- 3루수 : 헤이스, 오웬, 모란, 에반스, T.프레이저
- 좌익수 : 레이놀즈, 가멜, 스톡스
- 중견수 : 알포드, 톰, 파울러, 올리바
- 우익수 : 폴랑코

## 같이 보기
- 2021년 토론토 블루제이스 시즌